# Тасархай
Тасархай (рос. Тасархай) — улус Джидинського району, Бурятії Росії. Входить до складу Сільського поселення Білоозерське.
Населення —  136 осіб (2015 рік). 